# 济慈故居
济慈故居（英語：Keats House）是北伦敦的一座博物馆，从1818年12月到1820年9月，浪漫派诗人约翰·济慈和他的朋友查理布朗居住于此。位于汉普斯特得的济慈树林（Keats Grove）南侧，1915年以前的地图显示这条街原名约翰街。也许这是济慈最多产的年代。据布朗说，《夜莺颂》就写在花园里的一颗李树下。
济慈住在此处时，爱上了住在附近的方妮·布朗，并与她订婚。济慈罹患结核病，得到的建议是搬到暖和的地方。1820年他离开伦敦，次年在意大利去世。
济慈故居被列为一级登录建筑。